# Максимовский, Михаил Семёнович
Михаи́л Семёнович Максимо́вский (1832—1917) — русский генерал от инфантерии, профессор и почётный член конференции Николаевской академии Генерального штаба.

## Биография
Родился 6 (18) сентября 1832 года.
После окончания Санкт-Петербургского университета он поступил 18 октября 1851 года вольноопределяющимся в Кексгольмский гренадерский полк, где 24 марта 1852 года был произведён в прапорщики. Затем перешёл в Московский драгунский полк, с которым участвовал в Восточной войне 1854—1855 годов.
В 1857 году окончил Военную академию; 18 ноября 1858 года был назначен сначала адъюнкт-профессором, а с 16 апреля 1862 года — ординарным профессором этой академии по военной администрации. Здесь впервые Максимовским был поднят вопрос о необходимости введения в России общей обязательной воинской повинности и с 30 декабря 1870 по 13 мая 1873 года он состоял членом-делопроизводителем Высочайше утверждённой Комиссии для составления устава о воинской повинности. В этот период Максимовский был повышен в чинах от штабс-капитана (01.01.1859) до генерал-майора (13.05.1873). С 13 мая 1873 года по 18 января 1878 года он состоял при Главном штабе.
В январе 1878 года Максимовский был назначен директором Гатчинского сиротского института, а с 1 июля 1879 года — попечителем Харьковского учебного округа и на этой должности 30 августа 1882 года был произведён в генерал-лейтенанты. С 28 декабря 1884 года он был назначен состоять при войсках Санкт-Петербургского военного округа и с 20 июля 1885 года по 29 сентября 1889 года командовал 9-й пехотной дивизией. Затем М. С. Максимовский состоял по военному министерству и в 1906 году был назначен членом Военного совета. В 1907 году вышел в отставку в чине генерала от инфантерии, в который был произведён 14 мая 1896 года.
С 1859 по 1878 годы Максимовский был деятельным сотрудником «Инженерного журнала», где поместил свою статью «О расположении и устройстве больших центральных крепостей» (1865, № 7). Из отдельных военно-литературных трудов Максимовского известны: «Исторический очерк деятельности военного управления в России в первое 25-летие царствования императора Александра Николаевича (1855—80)». Т. I—VI, в сотрудничестве с Хорошхиным, Шильдером и Богдановичем (СПб., 1879—1881) и «Исторический очерк развития главного инженерного училища (1819—69)» (СПб., 1869). В «Военном сборнике» Максимовским помещались военно-бытовые очерки под псевдонимом «Сухопарый».
Был женат; имел 3-х детей, в их числе Александр Михайлович Максимовский.
Умер 18 января 1917 года, похоронен на Волковском православном кладбище.

## Награды
- Орден Святой Анны 3-й ст. (1862)
- Орден Святого Станислава 2-й ст. (1864)
- Орден Святой Анны 2-й ст. (1869)
- Орден Святого Владимира 4-й ст. (1870)
- Орден Святого Станислава 1-й ст. (1878)
- Орден Святой Анны 1-й ст. (1881)
- Орден Святого Владимира 2-й ст. (1886)
- Орден Белого орла (1889)
- Орден Святого Александра Невского (1901)

## Источник
- Максимовский, Михаил Семенович // Военная энциклопедия : [в 18 т.] / под ред. В. Ф. Новицкого … [и др.]. — СПб. ; [М.] : Тип. т-ва И. Д. Сытина, 1911—1915.
- Максимовский. Михаил Семенович // Список генералам по старшинству: Исправлено по 1-е января 1885 года. — С. 336.
- Максимовский Михаил Семенович // Список генералам по старшинству: Составлен по 1-е мая 1901 года. — С. 72.